# La Biche au bois
Pour le roman homonyme de Delly, voir Delly.
La Biche au bois est un conte de fées publié en 1698 par Marie-Catherine d'Aulnoy dans le recueil intitulé Contes nouveaux ou Les Fées à la mode. C'est une variation du conte plus connu La Belle au bois dormant.

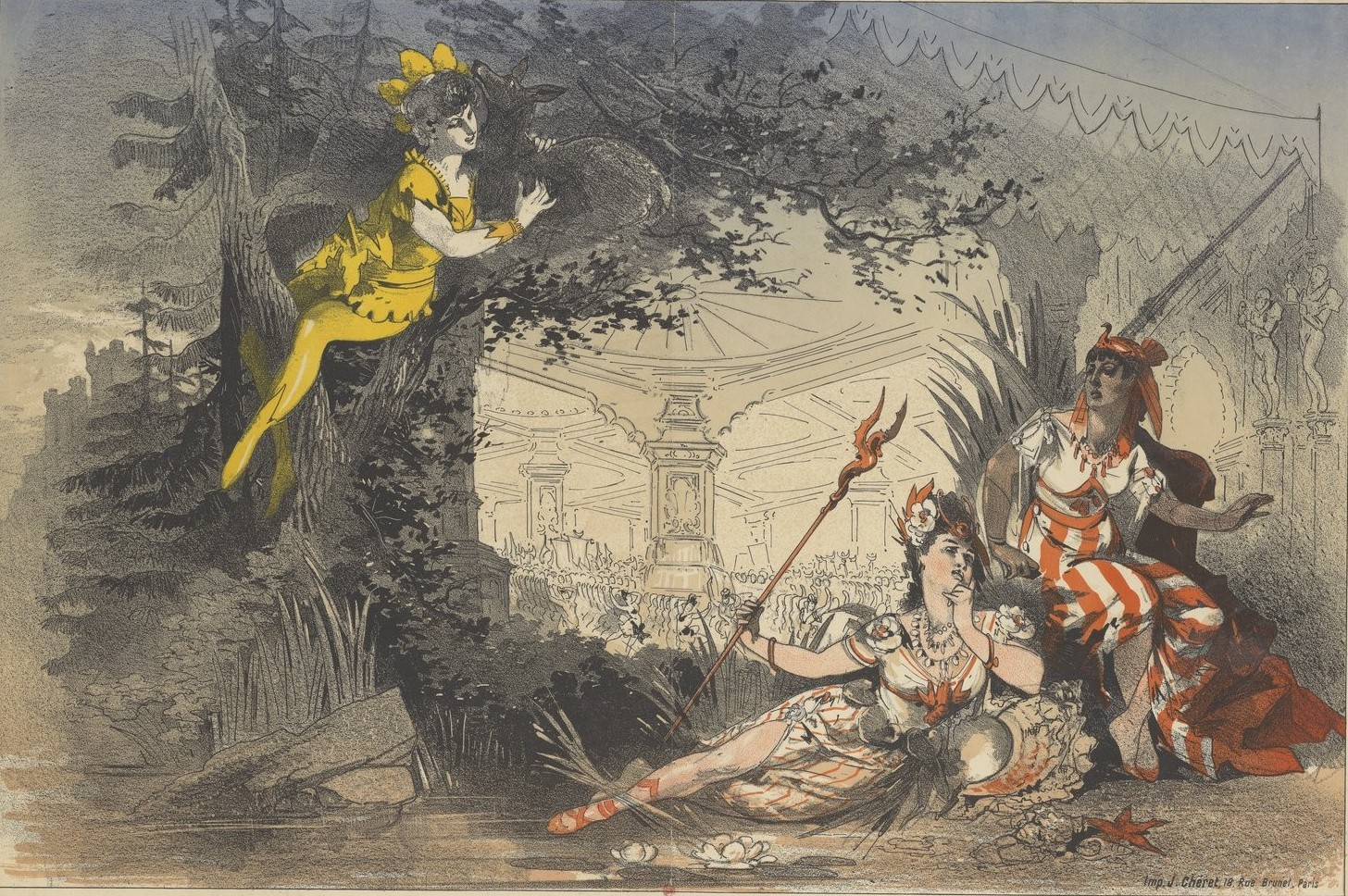
Affiche du vaudeville-féerie de Jules Chéret en 1876

## Résumé
Une reine, désespérée de ne pas avoir d'enfant, décide de consulter la Fée de la Fontaine pour avoir son aide. Celle-ci accepte et quelques mois plus tard, la reine accouche d'une fille nommée Désirée.
Six fées viennent au baptême, mais ses parents oublient d'inviter la Fée de la Fontaine. Pour se venger, elle interdit Désirée de se montrer à la lumière du jour avant ses quinze ans.
La princesse passe son enfance dans un palais souterrain construit à son intention en compagnie de sa nourrice et ses deux sœurs de lait, Longue-Epine et Giroflée.
Presque quinze ans plus tard, le prince Guerrier tombe amoureux de Désirée après avoir vu son portrait et envoie Becafigue, son ambassadeur, pour la demander en mariage. 
Après de multiples négociations, les parents de Désirée acceptent qu'elle rejoigne son fiancé dans son royaume, escortée par sa nourrice, devenue entre-temps sa dame d'honneur, Longue-Epine et Giroflée dans un carrosse entièrement fermé.
Mais alors qu'elles traversent une forêt, Longue-Epine pousse sa mère à ouvrir les rideaux du carrosse. Désirée se transforme alors en biche et s'enfuit. La dame d'honneur donne à Longue-Epine les vêtements de la princesse et se rendent au château de Guerrier, tandis que Giroflée part à la recherche de sa maîtresse.
Heureusement, elle la retrouve rapidement et elles sont recueillies par une fée bienfaisante qui modifie le sortilège dont la princesse est victime pour qu'elle puisse reprendre forme humaine pendant la nuit.
La supercherie de Longue-Epine ne tarde pas à être découverte, en raison de sa laideur, et les deux femmes sont emprisonnées. Guerrier, désespéré d'avoir aimé ce qu'il croit être une chimère, se retire de son palais avec Becafigue pour vivre en ermite dans la forêt.
Le prince rencontre par hasard Désirée sous son apparence de biche et la blesse d'une flèche. Giroflée vient la tirer d'affaire avant qu'il ne l'emporte, mais Becafigue les espionne et découvre sa véritable identité.
Guerrier et Désirée se retrouvent, ce qui brise définitivement la malédiction de la Fée de la Fontaine. Ils se marient enfin, tandis que Becafigue épouse Giroflée.
Le conte se termine par une moralité en vers, où il est dit que si on aime, on finit par être aimé en retour.

## Théâtre
- Cogniard frères. La biche au bois. 1845. Vaudeville-féerie en 4 actes et 16 tableaux, créé à Paris, Théâtre de la Porte Saint-Martin, le 29 mars 1845. - Musique d'Auguste Pilati, ballets de Jean Ragaine[1].
- Même, 1865. Théâtre Porte Sainte-Martin. Princess Désirée - Sarah Bernhardt.